# Атмода (партия)
А́тмода (латыш. Atmoda, буквально — Пробуждение) — политическая партия, бывшее название — От сердца — для Латвии (латыш. No sirds Latvijai) основанная бывшим руководителем госконтроля Латвии Ингуной Судрабой. 

## История
Учредительный съезд партии, образованной из одноимённого народного движения, состоялся 5 мая 2014 года. Главой партии большинством голосов была избрана — Ингуна Судраба. Политическую борьбу партия начала с выборов в Сейм в октябре 2014 года.
До момента учреждения партии проводились социологические опросы изучающие общественное мнение и отношение жителей Латвии к создаваемой партии. В сентябре 2014 года, на заданный вопрос «За какую политическую партию Вы бы проголосовали, если бы выборы в Сейм были завтра?», 9,9 % из опрошенных выбрали ответ «No sirds Latvijai».
Изначальными целями создателей партии является создание политической системы с взаимопониманием народа и власти, для строительства демократической, влиятельной Латвии с гармоническими взаимоотношениями между её народами.
На выборах в Сейм 4 октября 2014 года партия получила 6,85 % голосов и 7 депутатских мест.
На выборах в Сейм 6 октября 2018 года партия не преодолела 5% и потеряла все свои места.
В марте 2020 года Судраба покинула партию. После этого двумя со-председателями партии были назначены Андрей Пожарнов и Марек Раупс.
11 июня 2024 года решением Рижского городского суда, партия официально была упразднена.